# Urbain Brossard
Urbain Brossard (1633 ou 1634 - 10 avril 1710), est un maître maçon, fils de Mathurin et de Michelle Bidaut, né à La Flèche, en Anjou.

## Travaux
Il vint à Ville-Marie en 1653. Engagé comme maçon et défricheur, il s’adonna toute sa vie à la construction et aux travaux agricoles.
- 1658: Il construit une maison pour Lambert Closse.
- 1660: François Bailly le prend pour trois ans comme associé.
- 1666: Il construit une maison pour Pierre Chauvin en compagnie de Michel Bouvier.
- 1672: Avec Gilles Devennes et Michel Bouvier, il élève à Lachine, une vaste maison pour Jean Milot, taillandier et marchand de Montréal.
- 1676: Construit une maison pour Daniel Greysolon Dulhut.
- 1680: Avec Michel Bouvier, il construit une maison pour Philippe Dufresnoy Carion.
- 1690: Avec Michel Dubuc, il construit une maison pour le marchand Claude Pothier
- 1692: Il construit les maisons de Pierre Legardeur de Repentigny et de Claude Dudevoir, en compagnie respectivement d’Étienne Campot et de Jean Mars
- 1695: Il agrandit la maison de Jean-Vincent Philippe de Hautmesnil
- 1704: Avec Jean Deslandes, il construit un moulin dans la seigneurie de Pierre de Saint-Ours[1].

Brossard était bon maçon et connaissait la taille de la pierre ; à l’occasion, il agissait même comme fournisseur de pierre et carrier. 
En 1660, Brossard avait épousé Urbaine, fille unique de Sébastien Hodiau. Celle-ci mourut en 1681, après lui avoir donné huit enfants, dont Catherine, qui épousa le maçon Jean Sareau, et Madeleine, qui s’unit au fils du maçon Étienne Campot, François, le taillandier.